# 461 Dean
461 Dean ist ein knapp 110 Meter hohes Hochhaus im Stadtbezirk Brooklyn in New York City, Vereinigte Staaten. Es ist mit der Bezeichnung Brooklyn B2 Teil des 8,9 Hektar (22 Acre) umfassenden Gewerbe- und Wohnbauprojekts Pacific Park und gilt als höchstes volumetrisch in Modulbauweise errichtetes Wohngebäude der Welt.

## Beschreibung
Das Gebäude steht an der Nordostecke der Kreuzung Flatbush Avenue und Dean Street im Nordwesten des Stadtteils Prospect Heights südöstlich von Downtown Brooklyn. Direktes Nachbargebäude ist die 2012 eröffnete Veranstaltungshalle Barclays Center, sie ist unter anderem die Heimarena des Basketballteams Brooklyn Nets. Wenige Meter nördlich befinden sich die Station Atlantic Avenue–Barclays Center der New York City Subway mit den Linien  und der Bahnhof Atlantic Terminal der Long Island Rail Road (LIRR).
461 Dean wurde vom Architekturbüro SHoP Architects entworfen und von 2013 bis 2016 errichtet. Bauherren und Bauentwickler waren die Firmen Forest City Ratner Companies des Unternehmers Bruce Ratner und Greenland USA, einem Tochterunternehmen der Greenland Holding. Das Hochhaus ist 109,4 Meter (359 Fuß) hoch und hat 32 Etagen. Es ist der schmalen Grundstücksfläche sowie der Statik geschuldet mit Rücksprüngen und drei stapelförmig zusammengesetzten Hauptkomponenten projektiert worden. Der Gebäudegeometrie entsprechend ist es aus 930 Modulen verschiedener Formen und Größen zusammengesetzt. Die Module bestehen aus einem von der Firma Virginia Banker Steel gelieferten zusammengeschweißten quaderförmigen Stahlrahmen, die in einem Werk in Brooklyn Navy Yard mit den anderen Komponenten fertigmontiert wurden. Jedes Modul bildet für sich eine eigene wetterfeste isolierte Einheit. Sie wurden mit Tiefladern zur Baustelle gebracht und mit einem Kran an ihren Platz gehievt. Je nach Wohnungsgröße vom Studio (41 m²) bis zum 100 m² großen Zwei-Schlafzimmer-Apartment sind bis zu drei Module miteinander verbunden. In einem unteren Bereich, das direkt an das Barclays Center grenzt, werden 1400 m² Fläche von der Arena als Lager- und Back-of-House-Bereich genutzt. Am östlichen Gebäudeende befindet sich ein breiter und vier Stockwerke hoher Zugang zum Barclays Center.
Das Wohnhochhaus beherbergt 363 Mietwohnungen, davon 181 mit Mietminderung, für die sich 84.000 Menschen beworben hatten. Den Bewohnern stehen ein Abstellraum für Fahrräder, ein privater Abstellraum, ein Wäscheservice, ein Fitnesscenter, ein Yoga- und Tanzstudio, eine Catering-Küche mit Partyraum, eine Lounge, ein Kinderspielzimmer und eine gemeinsame Außenterrasse in der 20. Etage zur Verfügung. Im Erdgeschoss befindet sich des Weiteren Einzelhandelsgeschäfte. 461 Dean wird von dem Dienstleistungsunternehmen Greystar verwaltet.

## Ansichten

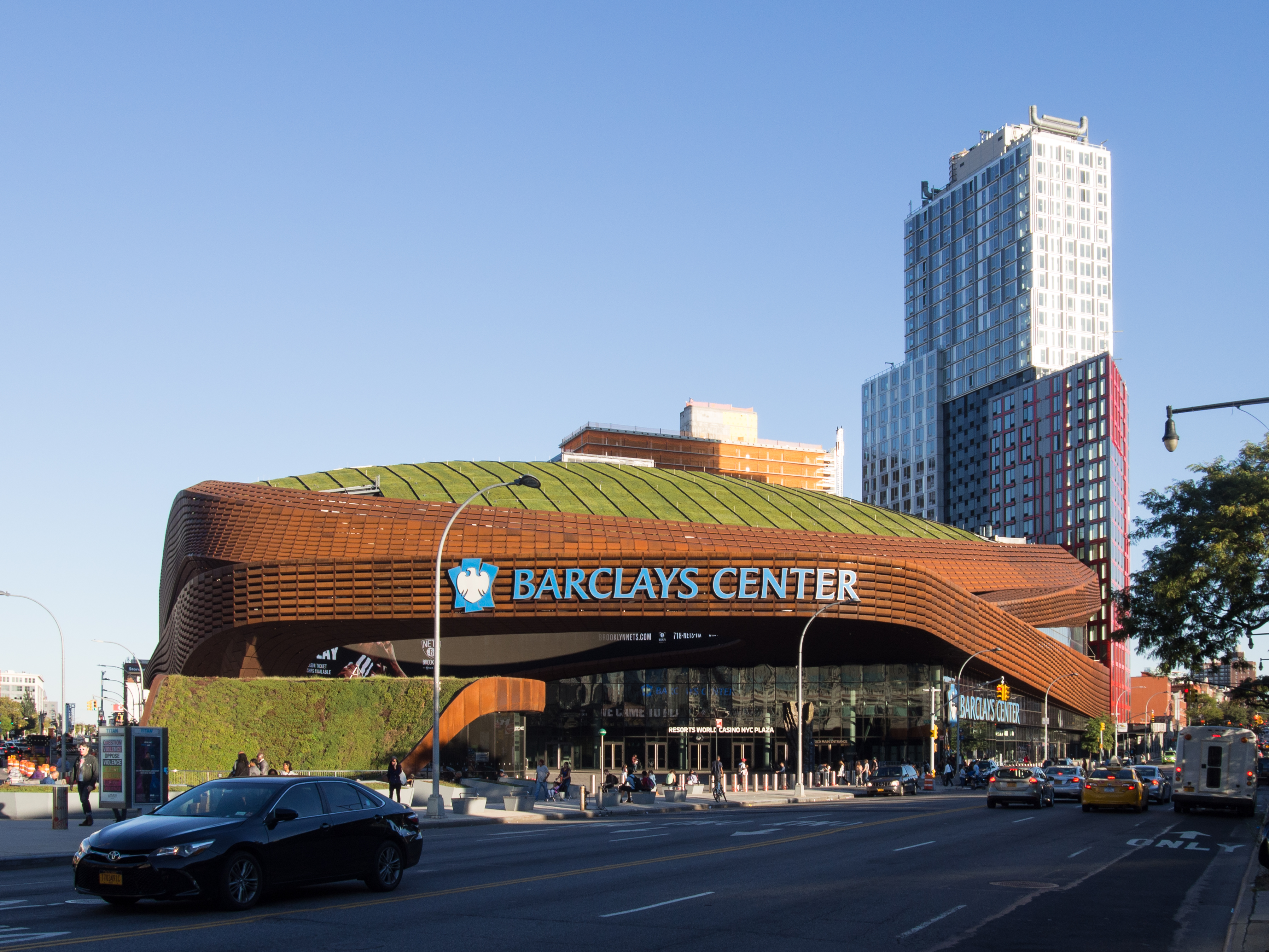
461 Dean und Barclays Center (2016)
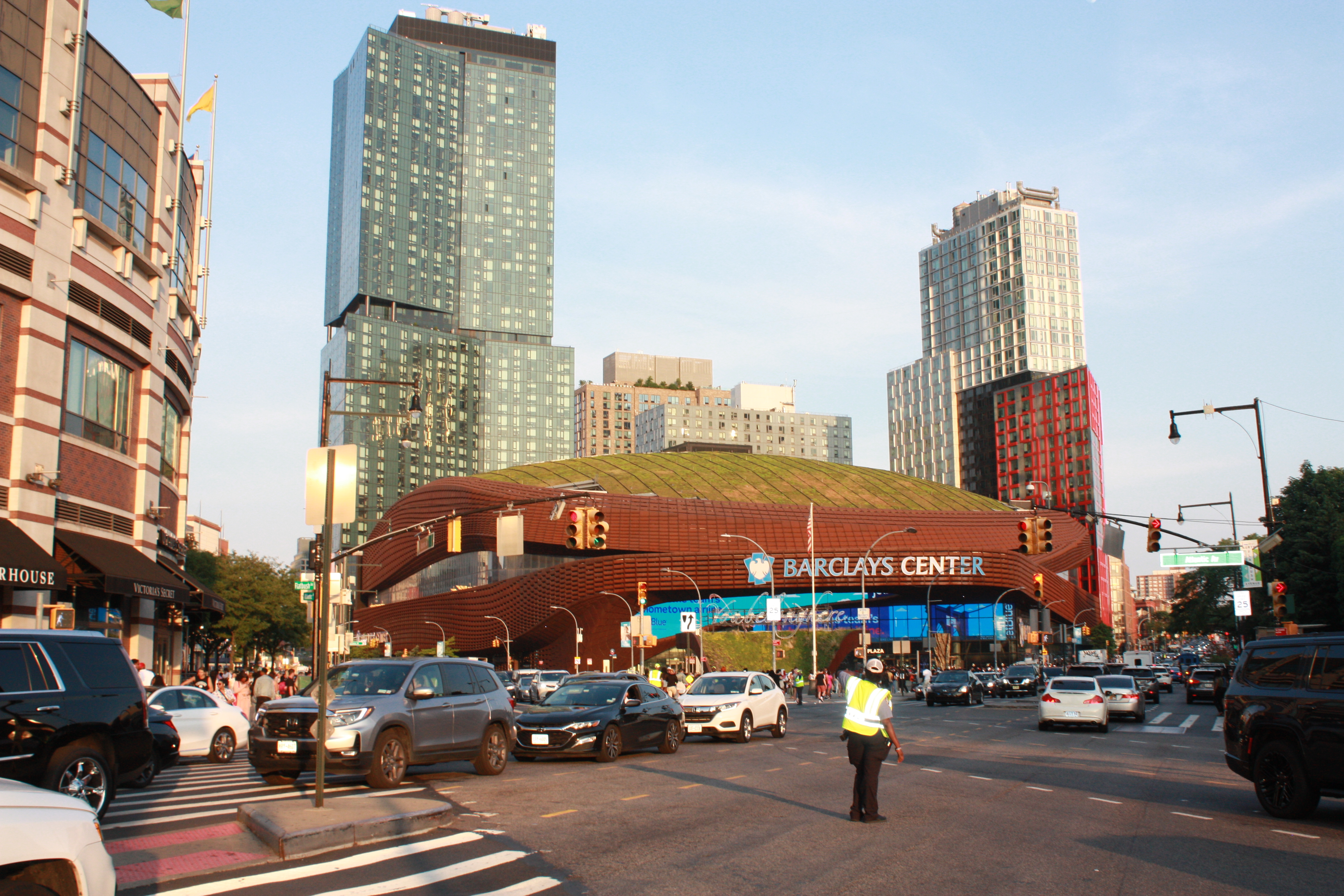
461 Dean (rechts) mit Barclays Center und Brooklyn Crossing (2024)
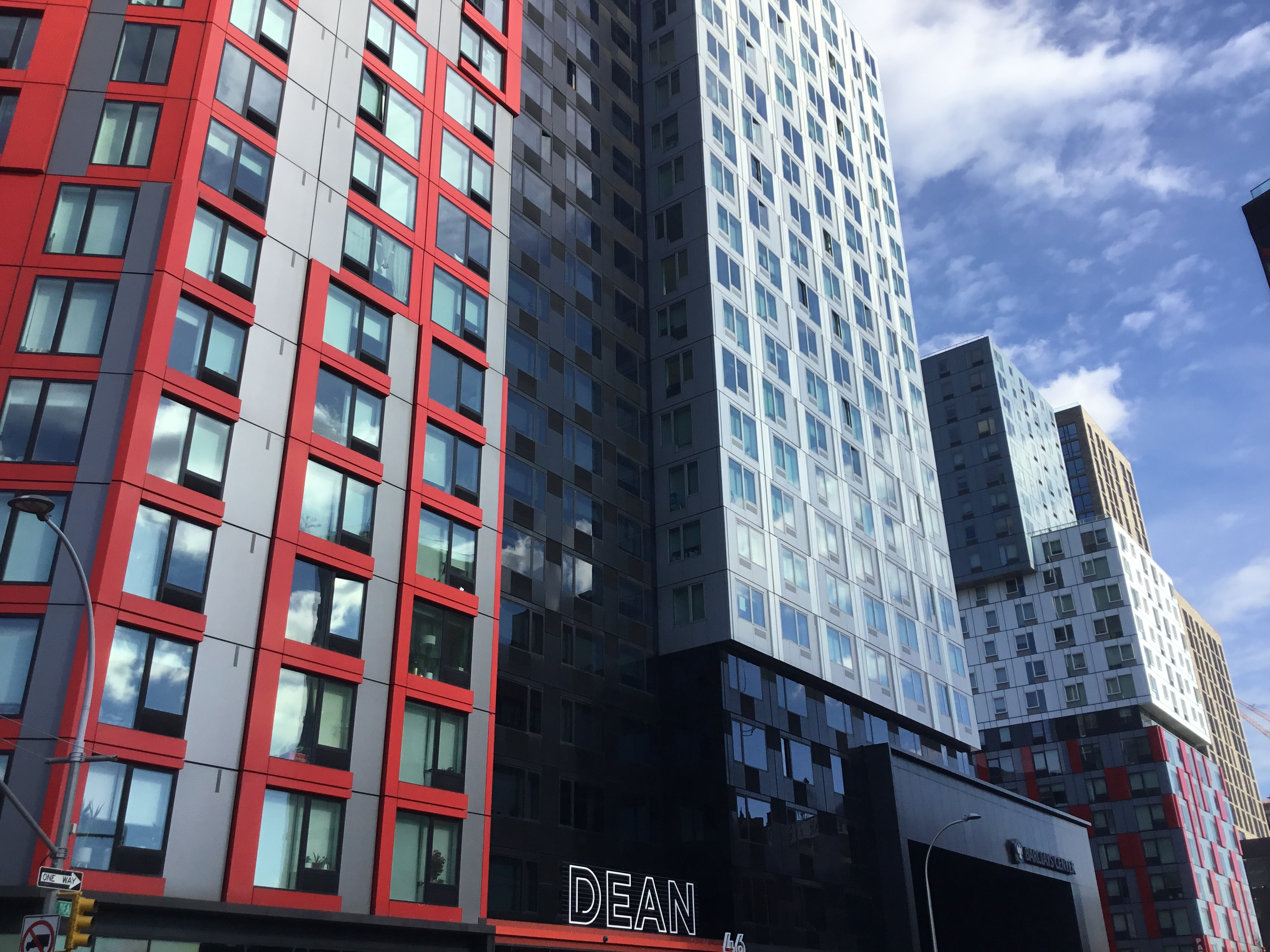
Module in verschiedenen Anordnungen, Größen und Farben
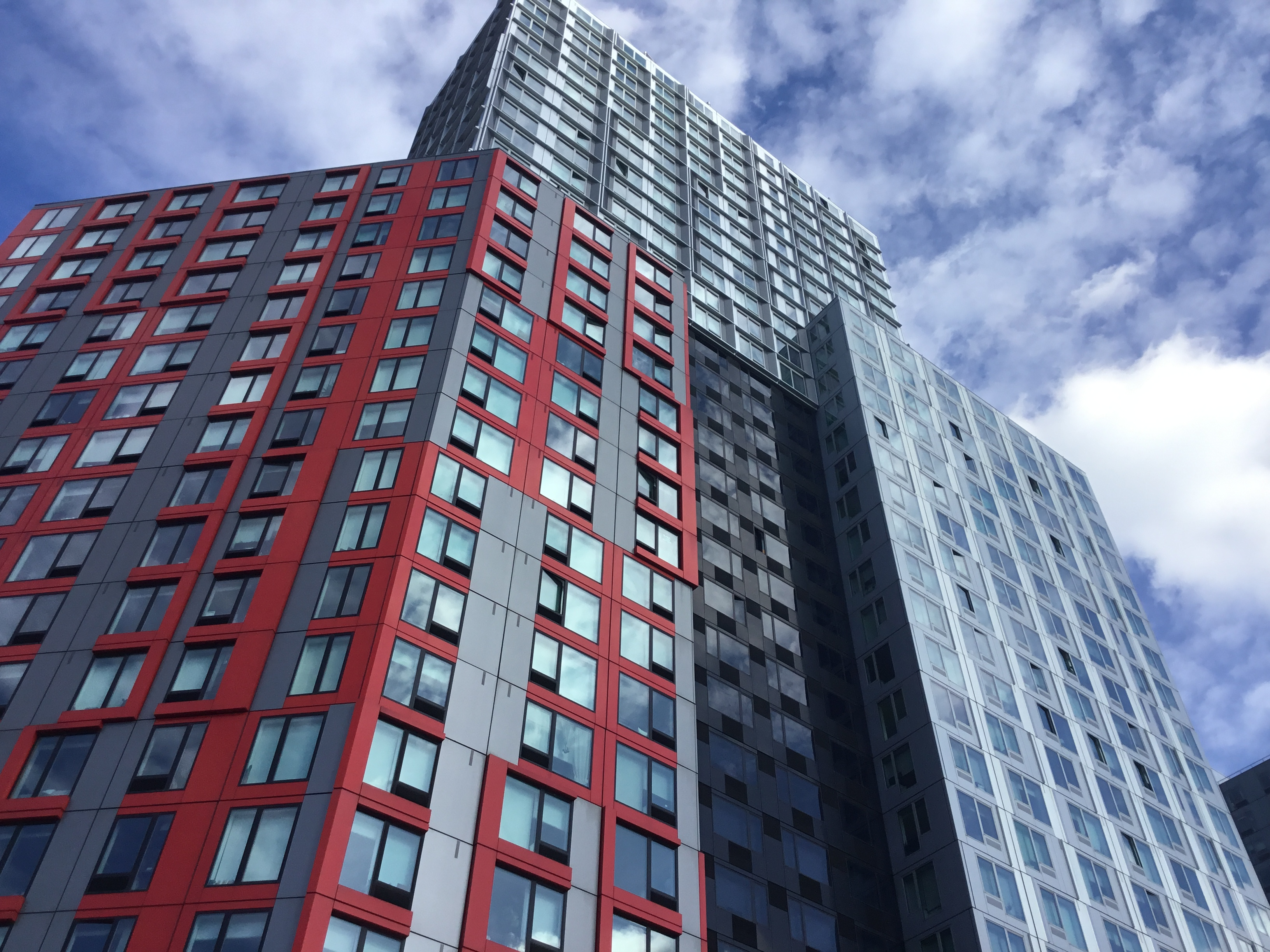
461 Dean am 3. Dezember 2021